# Trichomalopsis reduvii
Trichomalopsis reduvii is een vliesvleugelig insect uit de familie Pteromalidae. De wetenschappelijke naam is voor het eerst geldig gepubliceerd in 1985 door Dzhanokmen.